# Nemesládony
Nemesládony es un pueblo ubicado en el distrito de Sárvár, en el condado de Vas, Hungría.

## Superficie
Posee una superficie de 5,670 kilómetros cuadrados.

## Demografía
Hasta 2019 la población era de 126 habitantes, con una densidad de población de 22,22 habitantes por kilómetro cuadrado.